# Bergisch Gladbach
Bergisch Gladbach város Németországban, Észak-Rajna-Vesztfália tartományban, Kölntől kb. 10 km-re ÉK-re. Lakossága 109 ezer fő volt 2013-ban.

## A városrészei
- Alt Refrath
- Asselborn
- Bärbroich
- Bensberg
- Bockenberg
- Frankenforst
- Gronau
- Hand
- Hebborn
- Heidkamp
- Herkenrath
- Herrenstrunden
- Katterbach
- Kaule
- Kippekausen
- Lückerath
- Lustheide
- Moitzfeld
- Nußbaum
- Paffrath
- Refrath
- Romaney
- Sand
- Schildgen
- Stadtmitte

## Népesség
| Lakosok száma | 99 517 | 109 026 | 111 341 | 111 627 | 111 966 | 111 645 | 112 712 | 112 660 |
|               | 1975   | 2011    | 2016    | 2017    | 2019    | 2021    | 2022    | 2023    |

## Nevezetes szülöttei
- Astrid Benöhr
- Wolfgang Bosbach
- Fabian Hambüchen
- Götz Heidelberg
- Mats Hummels
- Heidi Klum
- Georg Koch
- Tim Wiese
- Tibor Pleiß
- Meike Blecker